# Jasmin Freigang

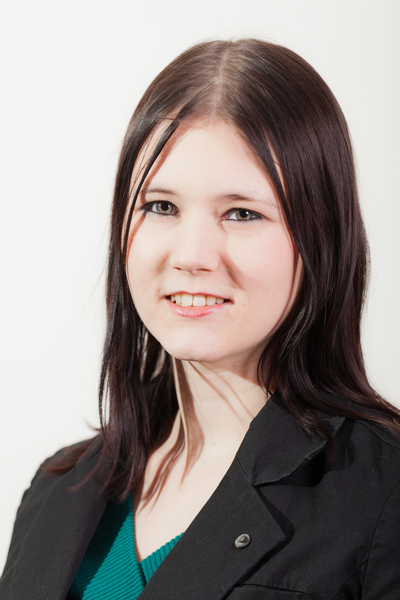
Jasmin Freigang, 2012

Jasmin Freigang (geb. Maurer; * 29. März 1989 in Saarbrücken) ist eine ehemalige deutsche Politikerin der Piratenpartei. Von 2012 bis 2017 war sie über die Landesliste gewählte Abgeordnete im saarländischen Landtag. Dort beschäftigte sie sich als Mitglied der Piratenfraktion vor allem mit der Bildungspolitik.

## Werdegang
Freigang studierte nach dem Abitur im Jahr 2008 zunächst Jura an der Universität des Saarlandes und später Mittelstandsökonomie an der FH Kaiserslautern, jedoch beendete sie beide Studiengänge nicht. Anschließend begann sie eine Ausbildung zur IT-Systemkauffrau, welche sie aber zugunsten ihres politischen Engagements unterbrach.
Im Jahr 2016 schloss sie parallel zur Landtagsarbeit ihre Ausbildung ab. Sie ist seit 2016 verheiratet.
2017 klagte Freigang vor dem Verwaltungsgericht in Saarlouis gegen die Zulassungsvoraussetzungen zum Einstellungstest für den saarländischen Polizeidienst, im Speziellen gegen die geforderte Mindestgröße von 162 cm für Frauen. Nach gewonnenem Verfahren wurde sie für die weiteren Tests zugelassen. 2017 begann sie ihre Ausbildung zur Polizistin.

## Politische Arbeit
Im saarländischen Landtags war sie Mitglied in den Ausschüssen für Bildung, Kultur und Medien, für Soziales, Gesundheit, Frauen und Familie sowie für Umwelt- und Verbraucherschutz. Ihr Arbeitsschwerpunkt lag hier in der Bildungspolitik: Verbesserung des Schulsystems, Ausbau von Betreuungsplätzen in Kindertagesstätten sowie der Medienkompetenz. Daneben setzt sie sich für die Gleichstellung Homosexueller ein und beschäftigt sich mit dem Thema Tierschutz.
Bereits im Wahlkampf zur Bundestagswahl 2009 unterstützte sie die Piratenpartei und trat wenig später in den Landesverband Saarland ein. Am 30. Oktober 2009 wurde sie zur stellvertretenden Vorsitzenden im Landesvorstand gewählt und löste 2010 Marc Großjean als Landesvorsitzenden ab. 2011 wurde sie im Amt bestätigt. Im August 2012 wurde Freigang zur stellvertretenden Landesvorsitzenden gewählt. Ein Jahr später, im Juni 2013, führte sie die Partei wieder als Landesvorsitzende an. Aufgrund der Doppelbelastung mit dem Mandat im Landtag entschied sie sich im November 2013, nicht mehr für den Landesvorsitz zu kandidieren. Sie kehrte aber von November 2014 bis November 2015 als stellvertretende Vorsitzende wieder in den Landesvorstand zurück.